# Dobrá (Repubblica Ceca)
Dobrá (in polacco Dobra, in tedesco Dobrau) è un comune della Repubblica Ceca facente parte del distretto di Frýdek-Místek, nella regione della Moravia-Slesia.